# 孫林父
孫 林父（そん りんぽ、生没年不詳）は、中国春秋時代の衛の政治家。姓は姫。

## 生涯
- 紀元前584年、孫林父は衛の定公に嫌われ、晋に亡命した[1]。
- 紀元前576年、晋の厲公と郤犨の介入により、定公はやむなく孫林父を帰国させた[2]。
- 紀元前571年、虎牢の築城に参加[3]。
- 紀元前566年、魯に使者として赴いたが、叔孫豹（中国語版）は「孫氏は必ず滅びる」と評価した[4]。
- 紀元前563年、楚の公子貞（中国語版）と鄭の子耳（中国語版）が宋を攻め、衛の献公は援軍を送った。これに対し、鄭の子展と子駟は兵を出して衛を攻撃し、孫林父は定姜（衛の定公の夫人）の卜をもとに息子の孫蒯とともにこれに対抗した[5]。
- 紀元前559年、献公は孫林父と寧殖を軽んじ、宴に招いたにもかかわらず姿を現さなかった。さらに、孫蒯の面前で音楽家の師曹に『巧言』の終章を歌わせた。孫蒯は父にこのことを告げ、孫林父は寧殖と共に献公を追放し、献公の弟の殤公を擁立。献公は斉へ逃亡した[6]。
- 紀元前548年、献公は寧喜に帰国の要望を伝え、寧喜は許諾した[7]。
- 紀元前547年、寧喜は殤公を殺して献公を復位させた。孫林父は戚を経て晋国に逃れて亡命した[8]。